# Borka
Borka je žensko osebno ime.

## Izvor imena
Ime Borka je različica moškega osebnega imena Bor oziroma ženskega imena Borislava.

## Pogostost imena
Po podatkih Statističnega urada Republike Slovenije je bilo na dan 31. decembra 2007 v Sloveniji število ženskih oseb z imenom Borka: 221.

## Osebni praznik
V koledarju je ime Borka zapisno pri imenih Bor oziroma Borislava.